# المور کمپانی
المور کمپانی (انگلیسی: Elmore Company) شرکت خودروسازی آمریکایی بود، که در سال ۱۸۹۳ تأسیس گردید و در سال ۱۹۱۲ توسط جنرال موتورز خریداری شد.